# Paepalanthus schneckii
Paepalanthus schneckii är en gräsväxtart som beskrevs av Viggo Albert Poulsen. Paepalanthus schneckii ingår i släktet Paepalanthus och familjen Eriocaulaceae. Inga underarter finns listade i Catalogue of Life.